# Kajmany na Letnich Igrzyskach Olimpijskich 1992
Kajmany na Letnich Igrzyskach Olimpijskich 1992 reprezentowało dziesięciu zawodników (sami mężczyźni). Był to czwarty start reprezentacji Kajmanów na letnich igrzyskach olimpijskich.

## Skład kadry

### Kolarstwo
Mężczyźni
- Dennis Brooks - kolarstwo szosowe - wyścig ze startu wspólnego - nie ukończył wyścigu,
- Michele Smith - kolarstwo szosowe - wyścig ze startu wspólnego - nie ukończył wyścigu,
- Stefan Baraud - kolarstwo szosowe - wyścig ze startu wspólnego - nie ukończył wyścigu,
- Alfred Ebanks, Don Campbell, Craig Merren, Stefan Baraud - kolarstwo szosowe wyścig drużynowy na 100 km na czas - 24. miejsce,
- Don Campbell - kolarstwo torowe - wyścig na 1 km ze startu zatrzymanego - 32. miejsce,

### Lekkoatletyka
Mężczyźni
- Kareem Streete-Thompson

bieg na 100 m - odpadł w eliminacjach,
skok w dal - 38. miejsce,

### Żeglarstwo
- Mark Clark - klasa Finn - 25. miejsce,
- Byron Marsh, John Bodden - klasa Star - 26. miejsce,